# Falcon F7
Falcon F7 – supersamochód klasy średniej produkowany przez amerykańskie przedsiębiorstwo Falcon Motorsports w latach 2012–2017.

## Historia i opis modelu
Proces projektowy supersamochodu według koncepcji amerykańskiego konstruktora Jeffa Lemke rozpoczął się w 2009 roku, równolegle z założeniem przedsiębiorstwa Falcon Motorsports. Premierę pojazdu poprzedził debiut przedpordukcyjnego prototypu na wystawie samochodowej w Detroit, by wreszcie przedstawić dwa lata później na tej samej wystawie finalny model pod nazwą Falcon F7.
Pod kątem wizualnym Falcon F7 wyróżnił się agresywnie stylizowaną sylwetką z nisko osadzonym pasem przednim zdobionym przez dwa rozległe wloty powietrza i wąskie, zadarte ku górze reflektory. Dwudrzwiowe, dwumiejscowe nadwozie wyposażono w funkcję zdejmowanego dachu na odcinku od szyby do foteli, co uczyniło Falcona F7 targą.
Do napędu F7 wykorzystany został benzynowy silnik typu V8 konstrukcji Chevroleta, który charakteryzował się pojemnością 7 litrów i mocą 629 KM, przenosząc moc na tylną oś we współpracy z 6-biegową przekładnią manualną. 100 km/h samochód osiągał w 3,3 sekundy, a prędkość maksymalna wyniosła ok. 325 km/h.

### Sprzedaż
Falcon F7 był samochodem krótkoseryjnym, którego producent zdecydował się wyprodukować w ściśle limitowanej serii ograniczonej do 7 egzemplarzy, które po premierze w 2012 roku systematycznie opuszczały zakłady w Michigan. W momencie premiery cena za ten supersamochód wynosiła 225 tysięcy dolarów amerykańskich.

### Silnik
- V8 7.0l 629 KM